# 제5방면군
제5방면군(제5方面軍 다이고호멘군[*])은 일본 제국 육군의 내지 방면군이다.

## 역사
1944년 3월 19일, 북방군에서 작전부대와 작전권을 분리하는 재편성에 따라 창설되었다. 도호쿠 지방에 대한 방위임무는 동부군으로 넘겨지고, 북부군은 북부군관구로 병합되었다. 홋카이도 삿포로시를 기점으로 사할린섬와 쿠릴 열도를 관할 지역으로 삼았다.
1945년 2월 1일, 제27군이 폐지되고, 제27군 본부는 혼슈로 건너가 동부군으로 전속하였다.
8월 9일부터 만주 전략공세작전을 시작으로 소련-일본 전쟁이 발발하자, 소련의 침공에 대비하였다.

## 조직

### 지휘부
제5방면군 사령관
1. 중장 히구치 기이치로; 1944년 3월 16일 ~ 종전

제5방면군 참모장
1. 소장 기무라 마쓰지로; 1943년 2월 11일 ~ 1944년 3월 10일
2. 소장 하기 사부로; 1944년 12월 26일 ~ 종전

### 편성
소속
- 방위총사령부, 1945년 4월 8일
- 제1총군

부대
- 제7사단
- 제42사단
- 제88사단
- 제89사단
- 제91사단
- 독립혼성 제101여단
- 독립혼성 제129여단: 仁保進소장[1]
- 소야 요새 사령부: 芳村覚司소장
  - 소야 요새중포병연대: 平野恒三郎중좌
  - 제3요새보병대: 浅田一郎대위
  - 제4요새보병대
  - 독립보병 제649대대: 端健之助대위
  - 독립야전포 제37대대
  - 소야 육군병원
- 쓰가루 요새 사령부: 苫米地四楼소장
  - 쓰가루 요새 중포병연대: 宮沢文雄대좌
  - 제1요새보병대: 대위 小堀鍵治
  - 제2요새보병대: 중위 原憲一
  - 독립 보병 제285대대: 대위 松崎重二
  - 독립 보병 제290대대: 대위 浦喜之衛見
  - 독립 야포병 제36대대
  - 독립 고사포 제31대대: 소좌 호리구치 喜平
  - 특설경비 제356대대:越前屋好一중위
- 네무로 방위대
  - 독립보병 제460대대
  - 네무로 육군병원
- 무로란 방위대: 堀毛一麿소장
  - 제8독립경비대: 大山柏소좌
  - 고사포 제141연대: 武久太郎중좌
  - 독립 고사포 제32대대:中田勝實소좌
  - 특설경비 제355대대:森芳夫중위
  - 하코다테 육군병원: 宮城俊夫軍医소좌

야전부대
- 독립혼성 제41연대: 上田美憲대좌
- 전차 제22연대: 平忠正소좌
- 독립 전차 제31대대:大浦正夫소좌
- 독립 속사포 제33대대

방공부대
- 제5고사포대
  - 고사포 제24연대: 前田二男중좌
  - 독립고사포 제67대대
  - 독립고사포 제68대대

해상수송부대
- 해상수송 제21대대
- 해상수송 제29대대

통신부대
- 전신 제25연대: 伊藤兵吾소좌
- 제5방면군 고정통신대: 荻原信好소좌
- 제5방면군 항공정보대: 水野健作소좌

육군병원
- 삿포로 육군병원: 長谷川忠三軍医대좌
- 가미시쿠카 육군병원: 菅田瀇軍医중좌

그 밖의 직속부대
- 제5방면군 정보부: 阪田敏則중좌
- 제5방면군 특종정보부: 太田軍蔵대좌
  - 가라후토 지부: 蟹江元소좌
- 제5방면군 교육대: 加納栄造대좌
- 제5방면군 임시군법회의
- 하코다테 포로수용소: 畠山利雄대좌

## 참고
1. ↑  『陸海軍将官人事総覧 陸軍篇』326頁。